# Terry Newton
Terry Newton (7 de novembro de 1978 - 26 de setembro de 2010) foi um futebolista profissional da liga de rugby inglesa que jogou nas décadas de 1990 e 2000. Ele jogou em nível representativo pela Grã-Bretanha, Inglaterra e Lancashire, e em nível de clube pelos Leeds Rhinos, Wigan Warriors, Bradford Bulls e Wakefield Trinity Wildcats e foi um dos poucos jogadores a atuar em cada uma das primeiras quinze temporadas da Super League. Em fevereiro de 2010, ele foi banido por dois anos depois de ser um dos primeiros esportistas a testar positivo para hormônio de crescimento humano. Ele foi encontrado enforcado em sua casa sete meses depois.

## Morte
Em 26 de setembro de 2010, Newton foi encontrado enforcado em uma casa em Harswell Close no distrito de Orrell, em Wigan. Uma autópsia posterior encontrou vestígios de cocaína, anfetaminas e o esteroide nandrolona em seu sistema, antidepressivos prescritos e consumo de álcool, todos os quais poderiam ter prejudicado seu julgamento. Newton deixou vários bilhetes afirmando que queria morrer. A legista Jennifer Leeming registrou um veredito aberto.